# Ronaldo Cesar
Ronaldo Cesar Soares dos Santos, noto anche con lo pseudonimo di Ronaldo (7 dicembre 2000), è un calciatore brasiliano, centrocampista del Rostov.

## Carriera
Cresciuto nel settore giovanile del São Caetano, debutta in prima squadra il 22 gennaio 2020 in occasione dell'incontro del Campionato Paulista A2 perso 3-2 contro il Penapolense.
Nel 2021 viene acquistato a titolo definitivo dal Bahia.

## Statistiche
Statistiche aggiornate al 14 ottobre 2021.

### Presenze e reti nei club
| Stagione        | Squadra         | Campionato      | Campionato | Campionato | Coppe nazionali | Coppe nazionali | Coppe nazionali | Coppe continentali | Coppe continentali | Coppe continentali | Altre coppe | Altre coppe | Altre coppe | Totale | Totale | Totale |
| Stagione        | Squadra         | Comp            | Pres       | Reti       | Comp            | Pres            | Reti            | Comp               | Pres               | Reti               | Comp        | Pres        | Reti        | Pres   | Reti   |        |
| --------------- | --------------- | --------------- | ---------- | ---------- | --------------- | --------------- | --------------- | ------------------ | ------------------ | ------------------ | ----------- | ----------- | ----------- | ------ | ------ | ------ |
| 2020            | São Caetano     | A2/SP+D         | 19+3       | 1+2        |                 | -               | -               |                    | -                  | -                  |             | -           | -           | 22     | 3      |        |
| 2021            | Bahia           | PD/BA+A         | 6+5        | 1+0        | CB              | 2               | 0               | CS                 | 0                  | 0                  | CdN         | 1           | 1           | 14     | 2      |        |
| Totale carriera | Totale carriera | Totale carriera | 33         | 4          |                 | 2               | 0               |                    | 0                  | 0                  |             | 1           | 1           | 36     | 5      |        |

## Palmarès

### Club

#### Competizioni statali
- Copa do Nordeste: 1

Bahia: 2021